# Sergio Goycochea
Sergio Javier Goycochea (ur. 17 października 1963 r. w Buenos Aires) – argentyński bramkarz uważany za jednego z najlepszych w historii tamtejszej reprezentacji.
Wystąpił w sześciu meczach na mistrzostwach świata we Włoszech w 1990 roku. Na mistrzostwa w 1990 roku powołany został jako rezerwowy, jednakże kontuzja pierwszego bramkarza Nery Pumpido w meczu z ZSRR spowodowała, że postawiono na niego. Obok Claudio Caniggii i Diego Maradony stał się najjaśniejszą postacią reprezentacji Argentyny, która we Włoszech wywalczyła wicemistrzostwo świata. Był także członkiem kadry w USA w 1994 roku. Uchodził za specjalistę w bronieniu rzutów karnych. W reprezentacji obronił ich aż 10.